# Arpașu de Jos
Arpașu de Jos (in ungherese Alsóárpás, in tedesco Unterarpasch) è un comune della Romania di 2753 abitanti, ubicato nel distretto di Sibiu, nella regione storica della Transilvania. 
Il comune è formato dall'unione di 3 villaggi: Arpașu de Jos, Arpașu de Sus (Birndorf), Nou Român (Goldbach).